# Cylisticus pugionifer
Cylisticus pugionifer är en kräftdjursart som beskrevs av Karl Wilhelm Verhoeff 1943. Cylisticus pugionifer ingår i släktet Cylisticus och familjen Cylisticidae.

## Underarter
Arten delas in i följande underarter:
- C. p. syriacus
- C. p. pugionifer